# Грушка (Кам'янець-Подільський район)
Гру́шка — село в Україні, у Староушицькій селищній територіальній громаді Кам'янець-Подільського району Хмельницької області.

## Назва
У переказах говориться, що де зараз у селі знаходяться «Муровані криниці», у давнину тут росла велика дика груша, біля якої знаходились джерела холодної води. Тут перехожа людина, чи то група людей могла перепочити, втамувати свою спрагу холодною водою.
Крім того, ця груша по своїй величині була як орієнтир на даній місцевості. Ось чому ще й до цього часу існує поговірка «Нам аби до грушки, а там можна і перепочити».

## Географія
Подільське село Грушка розкинулось на подільській височині в південно-західній частині України, за 36 кілометрів автошляхами від міста Кам'янець-Подільський. Біля Грушки протікає річка Жван та через саме село проходить автошлях територіального значення Т 2303, який неподалік від поселення перетинається з автошляхом Т 2317.

### Клімат
Грушка знаходяться в межах вологого континентального клімату із теплим літом, у так званому «теплому Поділлі», тут весна настає на 2 тижні раніше.

## Історія
Вперше село згадується в історичних документах з кінця XV століття. На території села виявлено знаряддя праці доби пізнього палеоліту та залишки поселення трипільської культури.
Сільська церква Успіння збудована у 1778 році — дерев'яна. В ній шанована ікона Божої Матері відома з 1750 року.
В 1797—1923 роках село входило в Грушківську волость, Ушицький повіту, Подільської губернії, по річці Жван за 33 версти від повітового міста, мешканців 450 осіб, 68 дворових господарств, волосне правління, православна церква, заїжджий будинок, три водяних млини. За 15 верст від села знаходилась поромна переправа через Дністер.
Карашевичі-Токаржевські — колишні власники місцевого маєтку, де знаходиться сільрада. В селі палац вважають збудованим в XVIII столітті, але можливо і бути кінець ХІХ століття. Мансарда маєтку в Грушці не пережила лихоліття революції 1917—1919 роках.
Внаслідок поразки визвольних змагань на початку XX століття, село надовго окуповане російсько-більшовицькими загарбниками.
Радянська окупація принесла колективізацію та розкуркулення, мешканці села зазнали репресій.
В 1932–1933 селяни села пережили голодомор.
З 1991 року в складі незалежної України.
Грушці працюють середня школа, клуб із залом на 500 місць, бібліотека, народний музей. Діють фельдшерсько-акушерський пункт, дит'ясла. В селі функціонує народний театр «Браво», також є ще магазин Аліка.
29 листопада 2014 році у селі відбулося освячення нового храму Успення Пресвятої Богородиці, чин освячення здійснив архієпископ і митрополит Тернопільсько-Зборівський УГКЦ Василій (Семенюк).
7 вересня 2017 року шляхом об'єднання сільських рад село увійшло до складу Староушицької селищної громади, до цього органом місцевого самоврядування була Грушківська сільська рада.
У 2023 році селі демонтувати пам'ятник російському полководцю Олександру Суворову.

## Населення
Населення становить 432 особи станом на 1 січня 2025 року. 

### Мова
У селі поширені західноподільська говірка та південноподільська говірка, що відносяться до подільського говору, який належить до південно-західного наріччя.

## Туризм
У селі створено туристичну принду — «Мальоване село». Одну з старих подільських хат у селі Грушці придбала митець Адріана Вітер і влаштувала в ній справжній побут народної культури Південного Поділля. Команда майстрів побілила хату, розфарбувала її подільськими орнаментами, були оновлені двері і вікна. Кімнати хати відтворюють традиції гончарства і травництва.

## Релігія
- Церква Успіння Пресвятої Богородиці (УГКЦ)
- Церква Успіння Божої Матері (УПЦ МП)

## Відомі люди

### Народились
- Анатолій Григорович Білоус — доктор хімічних наук, академік НАН України.
- Скальский Леонтій Іванович — директор Полтавського обласного відділу [Архівовано 25 жовтня 2019 у Wayback Machine.] УТОГ з 1946 по 1971 рр, старшина роти 51 армії частини ИГ 4163.
- Тимчук Сергій Артемович — агроном та український політик.

### Перебували, проживали
- Костянтин Слюсарчук — полковник Української Галицької Армії

## Охорона природи
Село лежить у межах національного природного парку «Подільські Товтри».